# Raíz (lenguas semíticas)

Algunas lenguas semíticas actuales e históricas: el acadio (verde), el fenicio, hebreo, arameo, árabe (rojo) y las lenguas sudarábigas y lenguas etiópicas (azul).

En las lenguas semíticas, las raíces verbales (y de la mayoría de sustantivos) se caracterizan por componerse de una secuencia de tres consonantes o «radicales», por lo que también recibe los apelativos de raíz triconsonántica, raíz trilítera, raíz triliteral o raíz trilátera.
Las raíces semíticas son semánticamente abstractas, pero los términos que se derivan de ellas están relacionados entre sí. El ejemplo más clásico es el de K-T-B (ك ت ب): كَتَبَ kátaba ('escribir'), كِتَب kitāb ('libro'), كُتُبْجيّ kutubŷī ('librero'), اِكْتَتَبَ ikatataba ('inscribirse'), مَكْتَب máktab ('oficina, escritorio'), مَكْتوب maktūb ('el destino, lo que está escrito'), etc. Como se puede ver, la raíz consonantal siempre se mantiene, y se le agregan las vocales (así como las consonantes de tipo no-raíz, llamadas «transfiijas») para cambiar el significado. Estas derivaciones se crean siguiendo patrones o criterios específicos (llamados  الأوزان awzan), aunque también abundan las formas irregulares. 
De esta manera, una inmensa mayoría de los verbos en árabe, hebreo, amhárico y demás lenguas semíticas son triláteras. Cabe decir que también hay cuadriliterales, y en algunos idiomas incluso biliterales. Esta es una peculiaridad que distingue a la semítica del resto de familias lingüísticas del mundo. Un caso peculiar es el de los diccionarios árabes, los cuales no están ordenados alfabéticamente, sino por la raíz triconsonántica.

## Ejemplos
Algunos ejemplos de raíces semánticas son: 
- B-R-K (ب ر ك), «arrodillarse» o (significado derivado) «bendecir». En el misticismo islámico, barakah (بركة) es un concepto de presencia espiritual o revelación. El término hebreo afín es berakhah (בְּרָכָה) «bendición». También el profeta Baruc o el nombre de pila árabe Mubarak.
- Ḥ-M-D (ح م د), «alabar» en árabe, «desear» en hebreo,[9][10] de donde derivan las palabras árabes: hamd («rezar»), mahmad («deseable», «precioso»), mahmud («agradable»), Hamid o Ahmed (nombres de pila, «el alabado»)...etc. y las palabras hebreas: hemda («deleite»), hamud («encantador»), nehmad («agradable»), ...etc.
- Ḥ-R-M (ح ر م), «prohibido», de donde derivan las palabras árabes maḥram («incasable [pariente]»), iḥrâm («consagración»), ḥarīm («harén»), ḥarām («impuro», aplicado a alimentos prohibidos por el islam), ḥaram («santuario»)....etc. y las palabras hebreas y arameas ḥerem («boicotear»), haḥrāmah («confiscar»), ...etc.
- Ḥ-S-N (ح س ن), «bueno», «bonito», «guapo», de donde derivan ahsan («está bien»), hasana («perfeccionar»), taḥsīniyy («embellecer»), yaḥsunu («mejorar»), Hassan (nombre de pila), ...etc.
- K-B-D o K-B-T, «ser pesado» (significado principal), «ser importante», «majestad», «honor», «gloria» (derivados), ...etc.
- K-P-R (כ פ ר) o K-F-R (ك ف ر), «cubrir», «ocultar», «negar». De esta raíz derivan: qofere («excavar» en amhárico), kafir («infiel», «hereje» en el islam, de donde proviene la Cafrería y los cafres), kefira («infiel», «hereje» en el judaísmo), takfīr («excomunión»), kipr («expiación», de donde procede Yom Kipur, «día de la expiación»), ...etc.
- Q-D-Š (ق د س), «santo», «sagrado». Ejemplos en hebreo: qadōš («santo»), kadish («santificado»), kidush («santificación»), kedushá («santificación»)...etc.  Ejemplos en árabe: qadus («puro»), al-Quds («Jerusalén», lit. «la [ciudad] santa»), Bilād al-Muqaddasa («Tierra Santa»), taqis («santificar»)...etc. Ejemplo en arameo: qōdšā («templo»). También, Qadesh.
- R-Ḥ-M (ر ح م o ר ח ם), «misericordia», de la que derivan raḥḥama («sentir simpatía por»), al-Rahman (nombre alternativo para Al·lah), istirḥama («pedir misericordia»), raḥima («amable», «cuidador»), raḥum («compasivo»), raḥmanos («empatía»)...etc.
- Š-L-M (ش ل م), cuyo significado varía entre «paz», «bienestar», «seguridad», «entero», «ileso», «libre». De esta raíz derivan: Shalim, deidad ugarítica, salām («paz» en árabe), shalom («paz» en hebreo), sälam (ሰላም «paz» en ge'ez), sliem («paz» en maltés), sellem («saludar» en árabe y maltés), islam («aceptación» la religión islámica), muslam (musulmán, «el que acepta»), istislām («sumisión»), musallam («indiscutible»), salimatu («alianza» en acadio), tashlum («pago» en hebreo), Absalom (nombre de pila «padre de la paz»), lehashlim («completar» en hebreo), Salomón (nombre de pila) y sus variantes Suleimán y Zulema, ...etc.

## Raíz triconsonántica
Una raíz triliteral o triconsonántica (en árabe: جذر ثلاثي, jaḏr ṯulāṯī; en hebreo: שרש תלת-עצורי, šoreš təlat-ʻiṣuri; en arameo: ܫܪܫܐ, šeršā) 
es una raíz que contiene una secuencia de tres consonantes.
Las siguientes son algunas de las formas que pueden derivarse de la raíz triconsonantal k-t-b (temas relacionados con la escritura) en hebreo y árabe:

| Abreviatura semitológica                              | Hebreo                 | Árabe                     | Categoría morfológica             | Forma hebrea    | Forma de árabe    | Traducción aproximada                                                                |
| ----------------------------------------------------- | ---------------------- | ------------------------- | --------------------------------- | --------------- | ----------------- | ------------------------------------------------------------------------------------ |
| Raíz verbal G                                         | פָּעַל (קָל) pa‘al (o qal) | fa‘ala فَعَلَ (Raíz I)       | 3ª persona masc. sing. perfecto   | kataḇ כתב       | kataba كتب        | «él escribió»                                                                        |
| Raíz verbal G                                         | פָּעַל (קָל) pa‘al (o qal) | fa‘ala فَعَلَ (Raíz I)       | 1ª pers. plural perfecto          | kataḇnu כתבנו   | katabnā كتبنا     | «nosotros escribimos»                                                                |
| Raíz verbal G                                         | פָּעַל (קָל) pa‘al (o qal) | fa‘ala فَعَلَ (Raíz I)       | 3ª persona masc. sing. imperfecto | yiḵtoḇ יכתוב    | yaktubu يكتب      | «él escribe» o «él escribirá»                                                        |
| Raíz verbal G                                         | פָּעַל (קָל) pa‘al (o qal) | fa‘ala فَعَلَ (Raíz I)       | 1ª pers. plural imperfecto        | niḵtoḇ נכתוב    | naktubu نكتب      | «nosotros escribimos» o «nosotros escribiremos»                                      |
| Raíz verbal G                                         | פָּעַל (קָל) pa‘al (o qal) | fa‘ala فَعَلَ (Raíz I)       | Participio activo masc. sing.     | koteḇ כותב      | kātib كاتب        | «escritor»                                                                           |
| Raíz verbal Š                                         | הִפְעִיל hip̄‘il           | af‘ala أَفْعَلَ (Raíz IV)     | 3ª persona masc. sing. perfecto   | hiḵtiḇ הכתיב    | aktaba أكتب       | «él dictó»                                                                           |
| Raíz verbal Š                                         | הִפְעִיל hip̄‘il           | af‘ala أَفْعَلَ (Raíz IV)     | 3ª persona masc. sing. imperfecto | yaḵtiḇ יכתיב    | yuktibu يكتب      | «él dicta» o «él dictará»                                                            |
| raíz secundaria Št(D)                                 | הִתְפָּעֵל hitpa‘el         | istaf‘ala استَفْعَلَ (Raíz X) | 3ª persona masc. sing. perfecto   | hitkatteḇ התכתב | istaktaba استكتب  | «él escribió [una carta]» (hebreo), «él pidió [a alguien] que le escribiese» (árabe) |
| raíz secundaria Št(D)                                 | הִתְפָּעֵל hitpa‘el         | istaf‘ala استَفْعَلَ (Raíz X) | 3ª persona masc. sing. imperfecto | yitkatteḇ יתכתב | yastaktibu يستكتب | (forma imperfecto de «encima»)                                                       |
| Sustantivo con prefijo m- y vocales cortas originales | mip̄‘al                 | maf‘al مَفْعَل               | Singular                          | miḵtaḇ מכתב     | maktab مكتب       | «carta» (hebreo), «oficina» (árabe)                                                  |

En la terminología gramatical hebrea, la palabra binyan (hebreo: בנין, plural בנינים binyanim) se usa para referirse a una raíz derivada de verbo o un patrón de derivación de verbo general, mientras que la palabra mishqal (o mishkal) se usa para referirse a un patrón de derivación de sustantivo y estas palabras han ganado algún uso en la terminología lingüística en inglés. Los términos árabes, llamados وزن wazn (plural أوزان, awzān) para el patrón y جذر jaḏr (plural جذور, juḏūr) para la raíz no han ganado la misma moneda en erudición semítica interlingüística que los equivalentes hebreos, y los gramáticos occidentales continúan usando «tallo»/«forma»/«patrón» para el primero y «raíz» para el segundo, aunque «forma» y «patrón» son traducciones precisas del término gramatical árabe wazn (originalmente significa «peso», «medida»), y «raíz» es una traducción literal de jaḏr.

### Origen biliteral de algunas raíces triliterales.
Aunque la mayoría de las raíces en hebreo parecen ser trirradicales, muchas de ellas eran originalmente birradicales, cf. la relación entre:
| ג־ז־ז | √g-z-z | esquilar |
| ג־ז־ם | √g-z-m | podar    |
| ג־ז־ר | √g-z-r | cortar   |

Así como entre:
| פ־ר־ז | √p-r-z | «dividir una ciudad» |
| פ־ר־ט | √p-r-ţ | «dar el cambio»      |
| פ־ר־ע | √p-r-‘ | «pagar una deuda»    |

La raíz hebrea ש־ק־ף - √sh-q-p «mirar hacia afuera/a través» derivada de ק־ף - √q-p «doblar, arquear, inclinarse hacia» y verbos similares encajan en el patrón de verbos shaCCéC.
| «arco», «curva» |        |
| ק־פ־א           | √q-p-' |
| ק־פ־ה           | √q-p-h |
| ק־פ־ח           | √q-p-ħ |
| ק־פ־י           | √q-p-y |

Este patrón verbal sh-C-C suele ser causativo, confer:
| ש־ט־ף - √sh-ţ-p «lavar», «enjuagar», «humedecer», de ט־ף - √ţ-p «mojar»                   |
| ש־ל־ך - √sh-l-k «desechado», «tirar hacia abajo», «hacer que vaya desde» ל־ך - √l-k «ir». |

### Historia
Según un estudio del léxico protosemítico, las raíces biconsonantales son más abundantes para las palabras que denotan materiales de la Edad de Piedra, mientras que los materiales descubiertos durante el Neolítico son exclusivamente triconsonantales. Esto implica un cambio en la estructura del lenguaje protosemítico concomitante con la transición a la agricultura. En particular, los nombres biconsonantales monosilábicos están asociados con un trasfondo cultural pre-natifiense, hace más de 16.500 años.

## Raíces tetraliterales
Una raíz tetraliteral es una raíz consonántica que contiene una secuencia de cuatro consonantes (en lugar de tres consonantes, como suele ser el caso). Una forma cuadriliteral es una palabra derivada de una raíz de cuatro consonantes. Por ejemplo, la raíz tetraliteral abstracta t-r-g-m / t-r-j-m da lugar a las formas verbales ترجم tarjama en árabe, תרגם tirgem en hebreo, ተረጐመ täräggwämä en amárico, que significan «él tradujo». En algunos casos, una raíz tetraliteral es en realidad una reduplicación de una secuencia de dos consonantes. Como en árabe زلزال zilzāl significa «terremoto» y en hebreo, דגדג digdeg significa «le hizo cosquillas».
En general, solo se permite un subconjunto de las derivaciones verbales formadas a partir de raíces triliterales con raíces tetraliterales. Por ejemplo, en hebreo, las formas pi'el, pu'al y hiṯpa'el, y en árabe, son similares a las formas del tallo II y V de las raíces triliterales.
Otro conjunto de raíces tetraliterales en hebreo moderno es el conjunto de raíces secundarias. Una raíz secundaria es una raíz derivada de una palabra derivada de otra raíz. Por ejemplo, la raíz מ-ס-פ-ר m-s-p-r es secundaria a la raíz ס-פ-ר s-p-r. סָפַר saphar, de la raíz s-p-r, significa «contado»; מִסְפָּר mispar, de la misma raíz, significa «número»; y מִסְפֶּר misper, de la raíz secundaria מ-ס-פ-ר, significa «numerado».
Un verbo cuadriliteral irregular hecho de una palabra de préstamo es:
- נַשְׁפְּרִיץ (/naʃˈprit͡s/), «vamos a rociar», de inglés y yiddish spritz.

## Raíces pentaliterales
Tradicionalmente, en los idiomas semíticos, las formas con más de cuatro consonantes básicas (es decir, consonantes no introducidas por inflexión o derivación morfológica) se encontraban ocasionalmente en sustantivos, principalmente en palabras prestadas de otros idiomas, pero nunca en verbos. Sin embargo, en el hebreo israelí moderno, las sílabas pueden comenzar con una secuencia de dos consonantes (una relajación de la situación en el semítico temprano, donde solo se permitía una consonante), lo que ha abierto la puerta a un conjunto muy pequeño de palabras prestadas para manifiesta cinco formas de consonante raíz, como טלגרף tilgref «él telegrafió». Sin embargo, -lgr- siempre aparece como un grupo indivisible en la derivación de este verbo y, por lo tanto, las cinco formas de consonante raíz no muestran ningún patrón morfológico fundamentalmente diferente de cuatro formas de consonante raíz (y el término «pentaliteral» sería engañoso si implicara lo contrario).
Otros ejemplos son:
- סִנְכְּרֵן (/sinˈkren/, «él sincronizó»), del griego mediante el inglés.
- חִנְטְרֵשׁ (/χinˈtreʃ/, «hizo cosas estúpidas»).
- הִתְפְלַרְטֵט (/hitflarˈtet/, «tuvo un coqueteo»), del tiempo pasado inglés o yidis de la palabra inglesa flirt.

En el amhárico hay un conjunto muy pequeño de verbos que se conjugan como raíces pentaliterales. Un ejemplo es wäšänäffärä, «lluvia cayó con un fuerte viento». Leslau explica la conjugación de esta pequeña clase de raíces verbales. A diferencia de los ejemplos hebreos, estas raíces se conjugan de una manera más parecida a los verbos regulares, sin producir grupos indivisibles.